# Beelitz
Beelitz è una città di 13 794 abitanti del Brandeburgo, in Germania.

Appartiene al circondario di Potsdam-Mittelmark.
Dal 28 maggio 2013 la città si fregia del titolo di Spargelstadt ("città dell'asparago").

## Monumenti e luoghi d’interesse
Chiesa parrocchiale di Santa Maria (Pfarrkirche St. Marien)Edificio tardo-gotico a tre navate, modificato una prima volta nel XVI secolo e infine nel 1889; all’interno, pulpito in legno intagliato, in stile tardo-rinascimentale del 1656.
Municipio (Rathaus)Costruito nel 1842 sul luogo di un edificio più antico.

## Società

### Evoluzione demografica
- Sviluppo della popolazione dal 1875 entro gli attuali confini (Linea Blu: Popolazione; Linea puntata: Confronto dello sviluppo della popolazione dello stato del Brandenburgo; Sfondo grigio: Ai tempi del governo nazista; Sfondo rosso: Al tempo del governo comunista)
- Sviluppo recente della popolazione (Linea blu) e previsioni

| Anno | Abitanti |
| ---- | -------- |
| 1875 | 6 427    |
| 1890 | 6 865    |
| 1910 | 8 900    |
| 1925 | 9 126    |
| 1933 | 9 279    |
| 1939 | 10 167   |
| 1946 | 11 944   |
| 1950 | 11 788   |
| 1964 | 9 918    |
| 1971 | 9 764    |
| 1981 | 8 901    |

| Anno | Abitanti |
| ---- | -------- |
| 1985 | 9 593    |
| 1989 | 9 970    |
| 1990 | 9 826    |
| 1991 | 9 763    |
| 1992 | 9 721    |
| 1993 | 9 813    |
| 1994 | 9 938    |
| 1995 | 10 350   |
| 1996 | 10 864   |
| 1997 | 11 208   |

| Anno | Abitanti |
| ---- | -------- |
| 1998 | 11 768   |
| 1999 | 11 979   |
| 2000 | 12 219   |
| 2001 | 12 258   |
| 2002 | 12 318   |
| 2003 | 12 399   |
| 2004 | 12 376   |
| 2005 | 12 318   |
| 2006 | 12 265   |
| 2007 | 12 148   |

| Anno | Abitanti |
| ---- | -------- |
| 2008 | 11 963   |
| 2009 | 11 980   |
| 2010 | 11 900   |
| 2011 | 11 658   |
| 2012 | 11 684   |
| 2013 | 11 889   |
| 2014 | 11 898   |
| 2015 | 12 121   |
| 2016 | 12 166   |
| 2017 | 12 175   |

| Anno | Abitanti |
| ---- | -------- |
| 2018 | 12 448   |
| 2019 | 12 652   |
| 2020 | 12 818   |

Fonti dei dati sono nel dettaglio nelle Wikimedia Commons..

## Geografia antropica
La città di Beelitz è suddivisa nelle frazioni (Ortsteil) di Beelitz, Buchholz, Busendorf, Elsholz, Fichtenwalde, Reesdorf, Rieben, Salzbrunn, Schäpe, Schlunkendorf, Wittbrietzen e Zauchwitz, e comprende le località abitate (Bewohnter Gemeindeteil) di Beelitz-Heilstätten, Birkhorst, Kanin, Klaistow, Körzin e Schönefeld e i nuclei abitati (Wohnplatz) di Buchholzer Mühle, Elstal, Kietz e Siedlung.

## Amministrazione

### Gemellaggi
Beelitz è gemellata con:
- Alfter
- Ratingen